# 片山贵光
片山貴光（日语：／ Katayama Takamitsu，1971年9月21日—），日本男子摔跤运动员。他曾代表日本参加1994年和1998年亚洲运动会摔跤比赛，获得一枚银牌和一枚铜牌。他也曾参加1996年和2000年夏季奥林匹克运动会。